# Trionfo della Virtù
Il Trionfo della Virtù (o Minerva scaccia i Vizi dal giardino della Virtù) è un dipinto tempera su tela (160 × 192 cm) di Andrea Mantegna, completato nel 1502 e conservato oggi al Louvre di Parigi.

## Storia
La tela fu la seconda della serie di decorazioni pittoriche per lo studiolo di Isabella d'Este nel Castello di San Giorgio a Mantova. Nel 1502 è documentata l'ordine di acquisto della vernice per completare l'opera.
Il complesso programma iconografico, ricco di valori allegorici, venne forse fornito dal poeta e consigliere di Isabella, Paride da Ceresara. Le fonti letterarie dell'opera vengono individuate nel Sogno di Polifilo (pubblicato Venezia nel 1499) e nel De genealogia deorum di Boccaccio.
La tela, con tutte le altre dello studiolo, venne donata verso 1627 al cardinale Richelieu e trasferita a Parigi, dove al tempo di Luigi XIV entrò nelle collezioni reali. Da lì, dopo la rivoluzione francese, è confluita nel museo del Louvre.

## Descrizione e stile

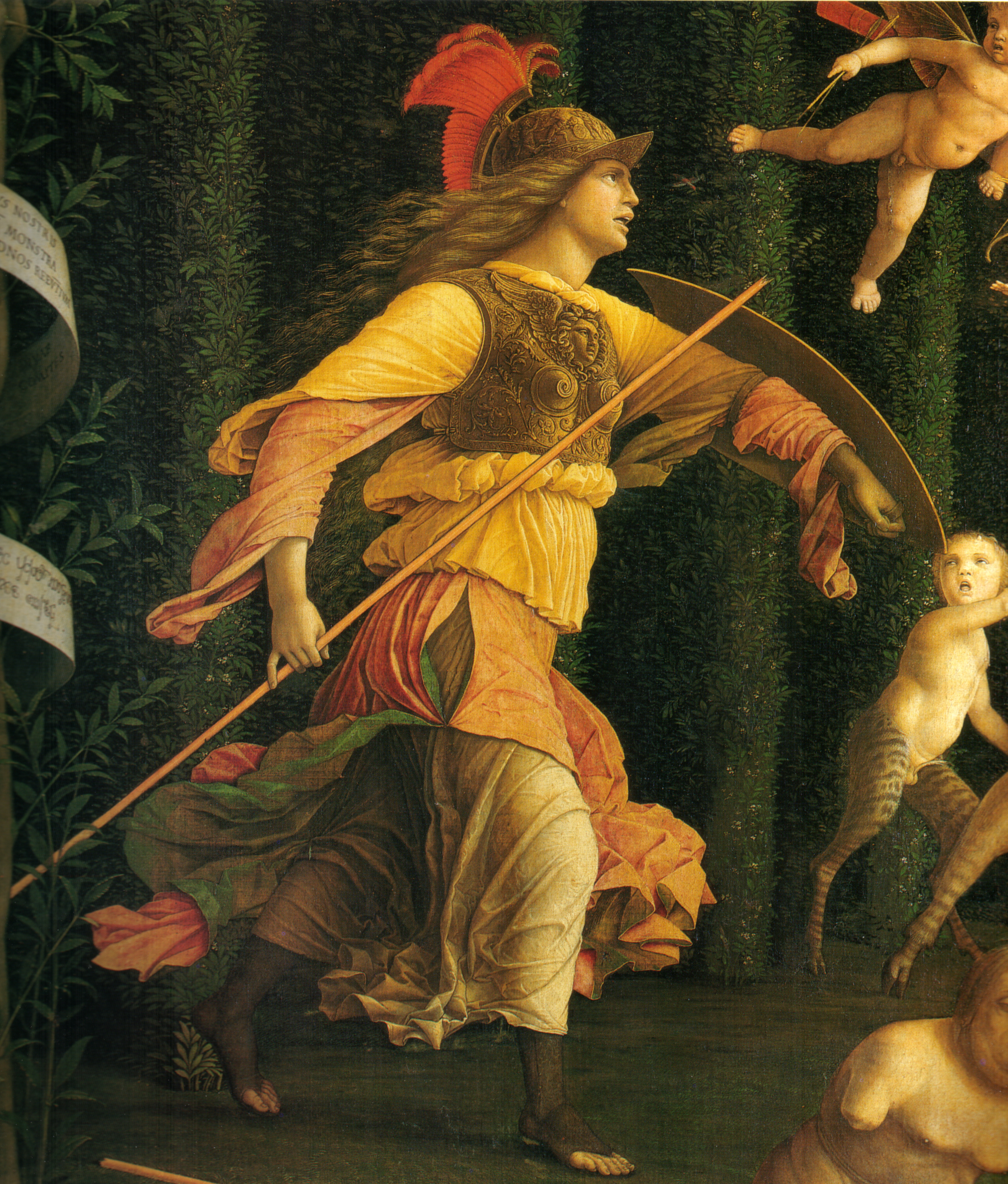
Minerva

La tela rappresenta una "fabula antica" affollata di numerosi personaggi allegorici, la cui identificazione è facilitata dalle numerose scritte, ma non tutti gli elementi sono stati univocamente interpretati. La scena è ambientata in un giardino delimitato da archi di verzura, oltre i quali si vede un lontano paesaggio che digrada nella luce brumosa secondo le regole della prospettiva aerea, mentre sul lato destro si erge un muro di grossi blocchi di pietra. Si tratta del giardino simbolico della Virtù, che è stato occupato da Vizi, i quali l'hanno trasformato in palude. La composizione è impostata a un rigido schema a triangolo, che sembra incorporare tutti i personaggi e frena l'impeto delle figure in movimento.
A sinistra irrompe Minerva, simbolo delle doti intellettuali della mente umana, vestita della corazza e con l'elmo, la lancia (spezzata, in simbolo di vittoria) e lo scudo che la contraddistinguono. Essa fa per scacciare intanto un gruppo di cupidi volanti, procacciatori di amori carnali, alcuni dei quali, in secondo piano, sono anche celati da maschera di barbagianni e gufi, simbolo dell'inganno. Davanti a Minerva incalzano due figure femminili armate rispettivamente di arco e frecce e di una torcia spenta, che sono state interpretate come personificazioni di Diana e della Castità. 

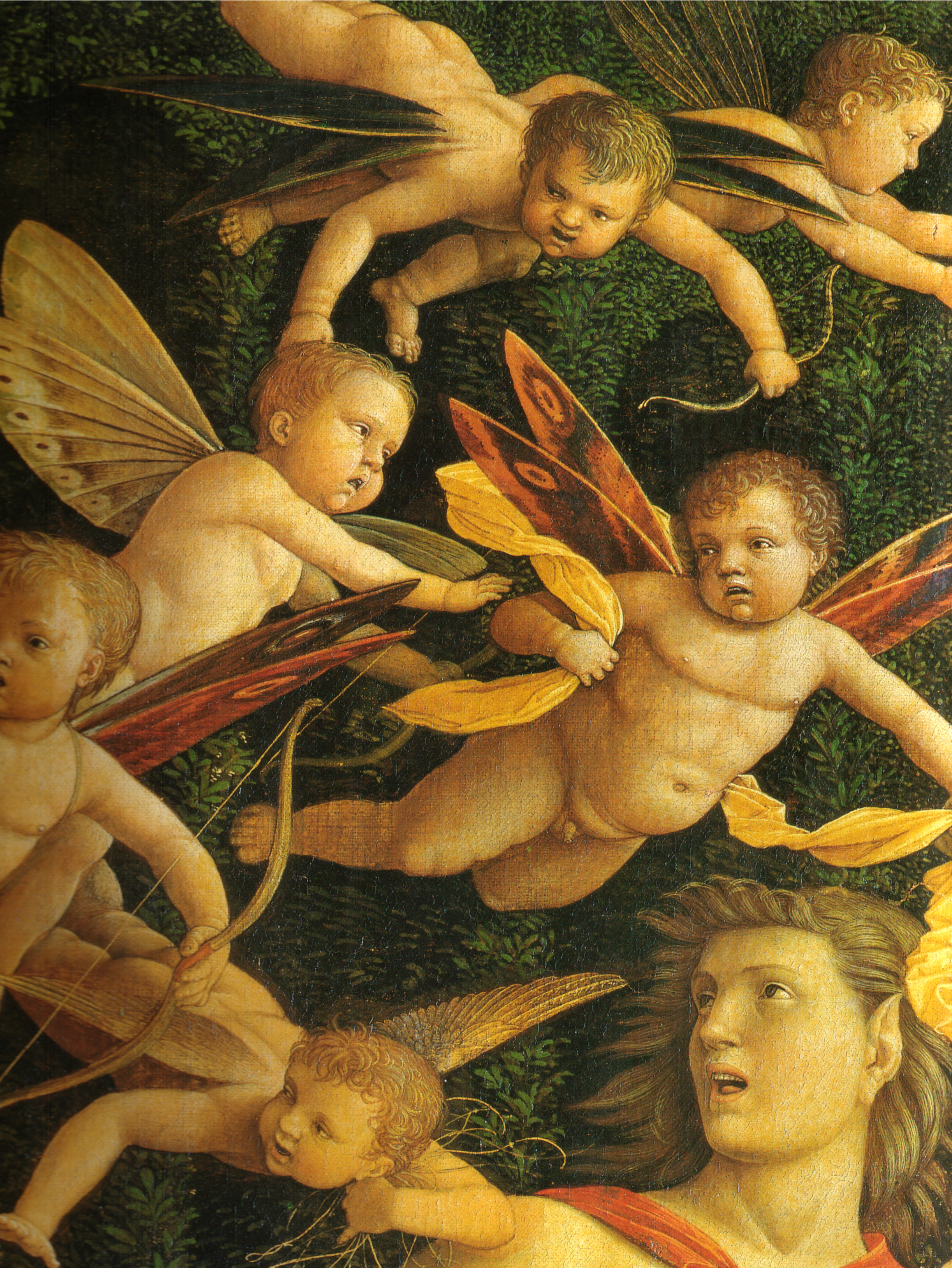
Cupidi

Tra i primi personaggi ad essere cacciati c'è una madre satiressa con le zampe caprine striate, che tiene tre figli in grembo e uno per la mano con zampe di leopardo, ma il suo ruolo non è stato chiarito. Si avviano invece verso il lago, che li allontana dal giardino, una serie di vizi per lo più identificabili da cartigli. Sulla sponda della palude, proprio sotto Minerva, si trova l'iscrizione dai Remedia Amoris di Ovidio OTIA SI TOLLAS / PERIERE / CVPIDINIS ARCVS ("Se togli gli ozi perirà l'arco di Cupido"). Poco più in là si vede l'Accidia, rappresentata come una vecchia deforme priva di braccia (per la sua incapacità di agire) che è condotta tramite una corda dall'Inerzia, dalla camicia lacera. Segue una mostruosa figura scimmiesca, l'Odio immortale, la Frode e la Malizia (Immortale Odio / Fraus et Malitiae), che porta sulle spalle quattro sacchi con i semi (Semina) del male (Mala), del male peggiore (Peiora) e di quello pessimo (Pessima). Questa figura ha inoltre due cartellini sotto l'ascella, dei quali è leggibile solo uno, forse il greco Zελoσ ("Gelosia").

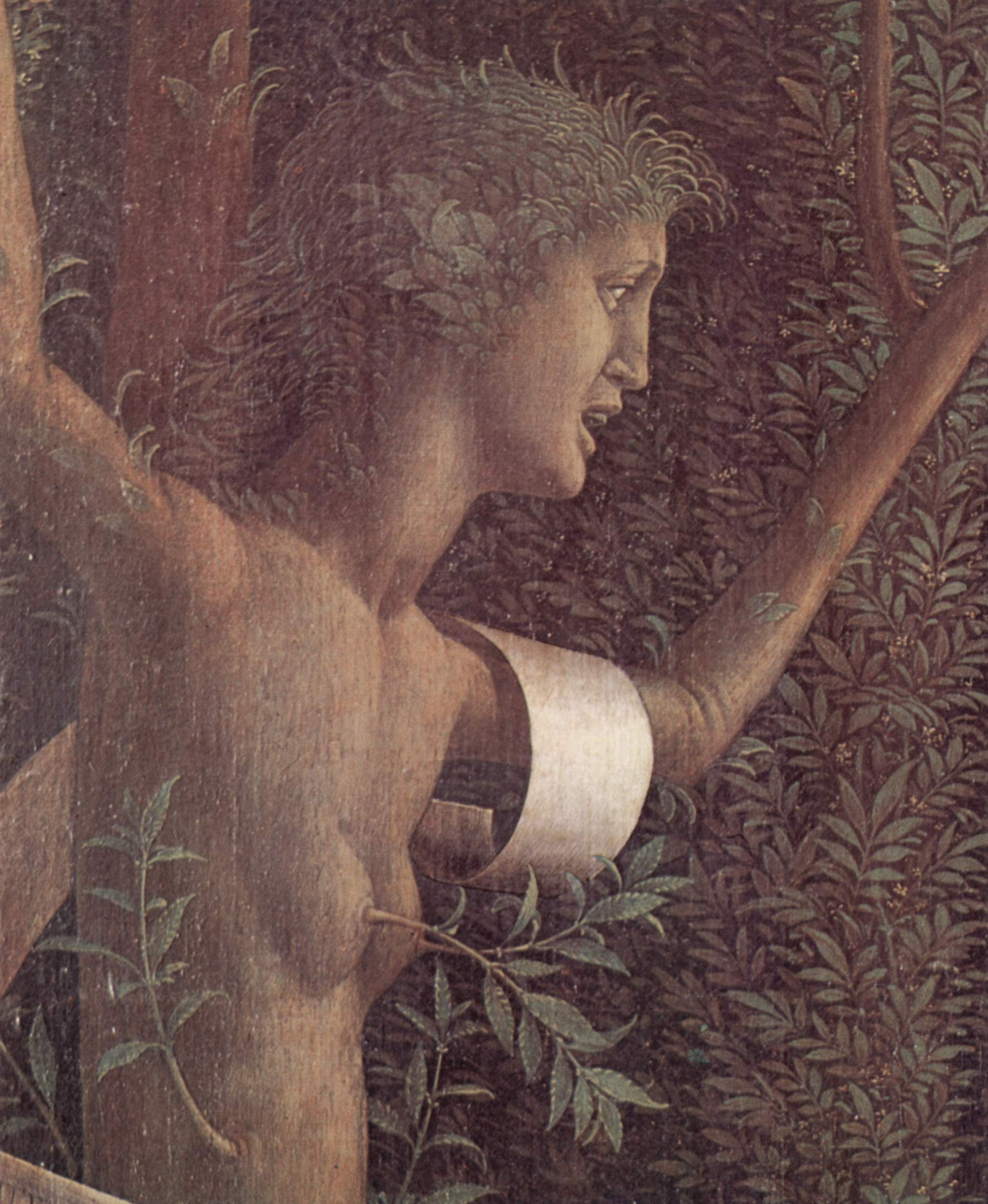
Dafne

Il gruppetto successivo è quello della Venere terrena, del tutto calma, in contrapposizione a Minerva e trasportata dal centauro, simbolo entrambi della Lussuria. Essa è preceduta da un cupido con due fiaccole e da due donne una delle quali tiene l'arco del cupido: si tratta probabilmente di due virtù che riprendono possesso del giardino, essendo i vizi tutti rappresentati nudi. Il satiro dall'aspetto animalesco, dalla testa vagamente leonina, con un bambino e una pelliccia d'animale in braccio, non è identificato da una didascalia, ma la sua descrizione si trova in un'incisione nota come Virtus Combusta, che ne ha permesso l'identificazione con la Concupiscenza o la Lascivia, in evidente relazione con la Venere terrena. L'ultimo gruppo, descritto dai cartigli, mostra l'Iniorancia coronata che viene trasportata di peso dall'Ingratitudine e dall'Avarizia. Poco sopra, un cartiglio contiene un'invocazione agli dei da parte della Prudenza o della Madre delle Virtù: ET MIHI VIRTVT? MATRI / SVCCVRRITE DIVI ("E voi, o dei, soccorrete me, Madre delle Virtù"). L'identificazione di questa "Madre delle Virtù" è incerta e potrebbe essere la Verità o la quarta Virtù cardinale non presente in cielo, la Prudenza.
Tornando all'estrema sinistra si scorge una rappresentazione di Dafne, quale madre delle Virtù, prigioniera dell'albero di alloro, rappresentata  nella sua metamorfosi con una notevole inventiva visionaria del pittore. Attorno al tronco è avvolto un cartiglio, che contiene una lunga invocazione di aiuto, scritta in latino con caratteri romani, in latino con caratteri che imitano la scrittura greca (e non in greco come spesso riportato) e in caratteri di stile ebraico, rivolta alle tre Virtù cardinali, che appaiono in cielo entro una nuvola rotonda: esse, espulse dal giardino a suo tempo, sono da sinistra la Giustizia, con la bilancia e la spada, la Fortezza, con la colonna, la clava e la leontè, e la Temperanza, con i due vasi con cui versa l'acqua nel vino in segno di moderazione.
Restano inspiegati alcuni elementi, come le rocce incombenti e sul punto di crollare nella montagna a sinistra, forse uno dei brani meglio riusciti dell'opera, paragonate ai dipinti di Albrecht Altdorfer, le figurette umane nel paesaggio e la presenza di nuvole dalla forma umana.